# 静かな海と楽しい航海 (ベートーヴェン)
『静かな海と楽しい航海』（しずかなうみとたのしいこうかい、Meeresstille und glückliche Fahrt）作品112は、ルートヴィヒ・ヴァン・ベートーヴェンが作曲したカンタータ。『海上の凪と成功した航海』などと日本語訳される場合もあるが、一般に『静かな海と楽しい航海』の訳題が使われる。

## 概要
ベートーヴェンはカンタータと呼べる作品を11曲残している。そのうち8曲は管弦楽と合唱を伴う大編成で構成され、『合唱幻想曲』もそのうちの1つに含まれる。
このカンタータは、ゲーテの2つの詩『海上の凪』と『成功した航海』を用いた混声4部合唱と管弦楽のための作品である。1813年頃から構想され、1814年の秋から1815年の夏までの間に完成された。1815年12月25日にウィーンで初演され、1822年2月に楽譜が出版された。のちにこの作品はゲーテに献呈されている。
ベートーヴェンがゲーテに宛てた手紙には次のような一節がある。
海上の凪、成功した航海、この2つの詩のコントラストは音楽で表現するのに相応しいと私は考えました。私が付けたハーモニーが閣下（ゲーテ）の詩に適切であったかどうかを知る事ができれば幸いに存じます。
つまり、詩の内容を描写的に作曲することによって、音楽的なコントラストを持たせた2つからなる作品に仕上げたのである。

## テキスト
Meeres Stille:

Tiefe Stille herrscht im Wasser,

Ohne Regung ruht das Meer,

Und bekümmert sieht der Schiffer

Glatte Fläche ringsumher.

Keine Luft von keiner Seite!

Todesstille fürchterlich!

In der ungeheuern Weite

Reget keine Welle sich.
Glückliche Fahrt:

Die Nebel zerreißen,

Der Himmel ist helle,

Und Äolus löset

Das ängstliche Band.

Es säuseln die Winde,

Es rührt sich der Schiffer.

Geschwinde! Geschwinde!

Es teilt sich die Welle,

Es naht sich die Ferne;

Schon seh ich das Land!

## 構成
全2部構成、演奏時間は約8分。
- 第1部 海上の凪　ニ長調
ソステヌート、2分の2拍子。
- 第2部 成功した航海　ニ長調
アレグロ・ヴィヴァーチェ、8分の6拍子。